# Bird in Hand Mine
Bird in Hand Mine är en gruva i Australien. Den ligger i kommunen Adelaide Hills och delstaten South Australia, omkring 28 kilometer öster om delstatshuvudstaden Adelaide.
Trakten runt Bird in Hand Mine består till största delen av jordbruksmark. Runt Bird in Hand Mine är det ganska glesbefolkat, med 35 invånare per kvadratkilometer. Genomsnittlig årsnederbörd är 729 millimeter. Den regnigaste månaden är juni, med i genomsnitt 133 mm nederbörd, och den torraste är december, med 21 mm nederbörd.